# Cumières-le-Mort-Homme
 Cumières-le-Mort-Homme  là một xã thuộc tỉnh Meuse trong vùng Grand Est đông nam nước Pháp. Xã này nằm ở khu vực có độ cao trung bình 188 mét trên mực nước biển.